# Martin Haag
Stephen Martin Haag (Chelmsford, 28 luglio 1965) è un allenatore ed ex giocatore inglese di rugby a 15, in carriera attivo come seconda linea e campione d'Europa nel 1998 con Bath.

## Biografia
Proveniente dall'Essex, Haag militò per quasi tutta la sua carriera nel Bath: in tale club, dal 1987 al 2001, disputò 273 incontri tra campionato e coppa Anglo-Gallese e 22 nelle coppe europee, per un totale di 295, e vinse sei titoli di campione d'Inghilterra e altrettante Coppe; nel 1997-98, inoltre, si laureò campione d'Europa vincendo la terza edizione dell'Heineken Cup.
In Nazionale rappresentò l'Inghilterra al massimo a livello di squadra A fino a 31 anni, quando nell'imminenza del tour dei British Lions in Sudafrica del 1997 fu saccheggiato il serbatoio dei giocatori inglesi disponibili per la concomitante spedizione in Sudamerica e quindi Haag divenne una delle opzioni a disposizione del C.T. dell'Inghilterra Jack Rowell.
Haag disputò entrambi i suoi incontri internazionali a Buenos Aires contro l'Argentina nel corso di detto tour.
Divenuto allenatore fu tecnico degli avanti del Bristol fino al 2007, quando fu esonerato a fine stagione nonostante la squadra fosse riuscita a giungere al terzo posto della Premiership e guadagnare la semifinale di campionato.
Tra il 2008 e il 2009 fu tecnico della formazione nazionale inglese Under-20 che guidò fino alla finale del campionato mondiale di categoria e, successivamente, tornò al Bath come allenatore degli avanti e poi tecnico della prima squadra.
Il contratto, in scadenza nel 2012, non gli fu rinnovato e Haag si accordò quindi con il Nottingham, in seconda divisione, per una stagione, al termine della quale gli fu offerto un rinnovo, accettato, fino al 2015.

## Palmarès

### Giocatore
- Premiership: 6
Bath: 1988–89, 1990–91, 1991–92, 1992–93, 1993–94, 1995–96
- Coppe Anglo-Gallesi: 6
Bath: 1988-89, 1989-90, 1991-92, 1993-94, 1994-95, 1995-96
- Heineken Cup: 1
Bath: 1997-98